# Estación Rafael Urdaneta (Metro de Valencia)
Estación Rafael Urdaneta también llamada alternativamente Cámara de Comercio es el nombre que recibe una de las estaciones de la línea 2 del Metro de Valencia en la ciudad del mismo nombre, capital del Estado Carabobo al centro norte del país sudamericano de Venezuela. Fue inaugurada el 29 de abril de 2015 en conjunto con la estación Francisco de Miranda.

## Descripción
En un primer proyecto se le incluyó con el nombre de Cámara de Comercio y como parte de la Línea 1, pero cuando fue inaugurada se le asignó el nombre de Rafael Urdaneta, un destacado prócer de la Independencia de Venezuela.
En conjunto con la estación Francisco de Miranda (Rectorado) moviliza diariamente un mínimo de 30 mil usuarios.  Se ubica entre esta última y la estación Cedeño inaugurada el 18 de noviembre de 2006.